# Simon Louis du Ry
Simon Louis du Ry (* 13. Januar 1726 in Kassel; † 23. August 1799 ebenda) war Architekt und Hessen-Kasseler Oberhofbaumeister. Er gilt als einer der bedeutenden Baumeister des Klassizismus.

## Biografie

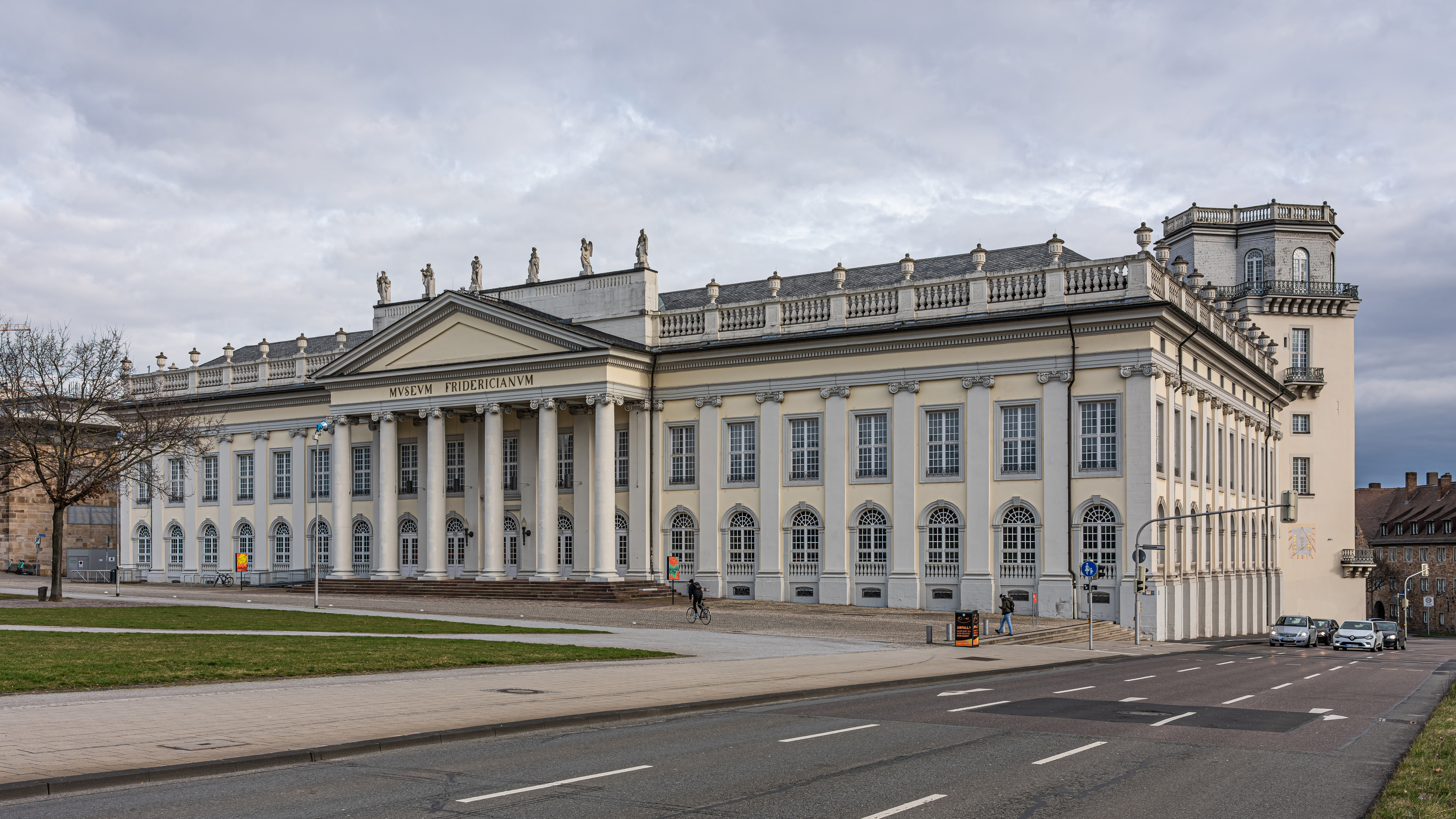
Fridericianum von 1779

Er wurde als Sohn des hugenottischen Baumeisters Charles du Ry (Sohn des Paul du Ry) in Kassel geboren und stammte aus einer französischen Flüchtlingsfamilie, die nach dem Widerruf des Edikts von Nantes durch Ludwig XIV. aus Frankreich flüchten musste und von Landgraf Karl in Hessen aufgenommen wurde. Er wurde in Stockholm ausgebildet. Seine Bildungsreisen führten ihn nach Paris und zwischen 1753 und 1756 nach Rom. In Rom lernte er klassizistische Werke kennen und zeichnete sie auch, so beispielsweise das Grabmal des Marchese Caponi in der Kirche San Giovanni dei Fiorentini. Davon hat sich noch eine Zeichnung erhalten. Danach kehrte Simon nach Kassel zurück und wurde nach dem Tod seines Vaters 1757 zum leitenden Architekten und Oberhofbaumeister der Residenzstadt. Seinen 1771 geborenen Sohn Charles Louis du Ry bereitete er auf eine Laufbahn als Architekt vor.
Nach Beendigung des Siebenjährigen Krieges wurden unter Landgraf Friedrich II. die Befestigungsanlagen rund um die Stadt Kassel geschleift, da sie militärisch wertlos geworden waren. Die dadurch frei werdenden Flächen gestaltete du Ry maßgeblich um. Der kreisrunde Königsplatz, der Friedrichsplatz, sowie das Museum Fridericianum in Kassel sind seine bedeutendsten Werke. Das Museumsgebäude wurde, wenn auch wirkungslos, von Claude-Nicolas Ledoux stark kritisiert. Um 1770 wurde das 1704–1707 erbaute Jagdschloss Wabern nach seinen Entwürfen erweitert.

## Bedeutung
Du Ry gehörte einer Architektengeneration an, deren Wirken in die zweite Hälfte des 18. Jahrhunderts und somit in eine Zeit eines radikalen Stilwandels fiel. Verschiedene Einflüsse  hatten eine Abkehr von der Formensprache des Barock und des Rokoko geführt. Die Ideen eines seiner Lehrer, Jacques-François Blondel, der die klassische französische Architekturtheorie der noblen Einfachheit vertrat, führte er besonders in seinen städtebaulichen Aufträgen aus. Er verzichtete auf übertriebene Akzente und bemühte sich um pragmatische Lösungen, auch um mit knappen Geldmitteln auszukommen.

## Werk

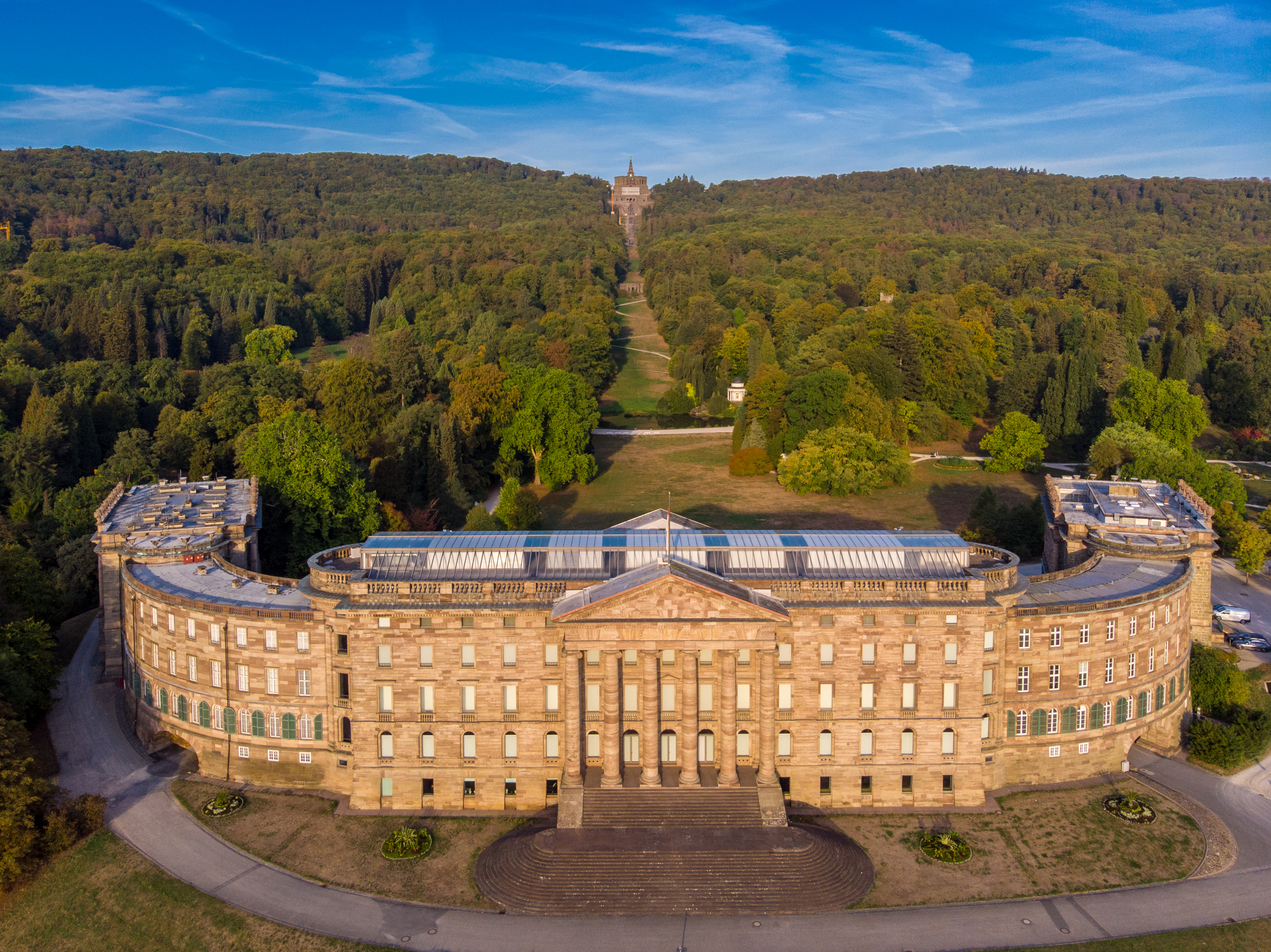
Schloss Wilhelmshöhe

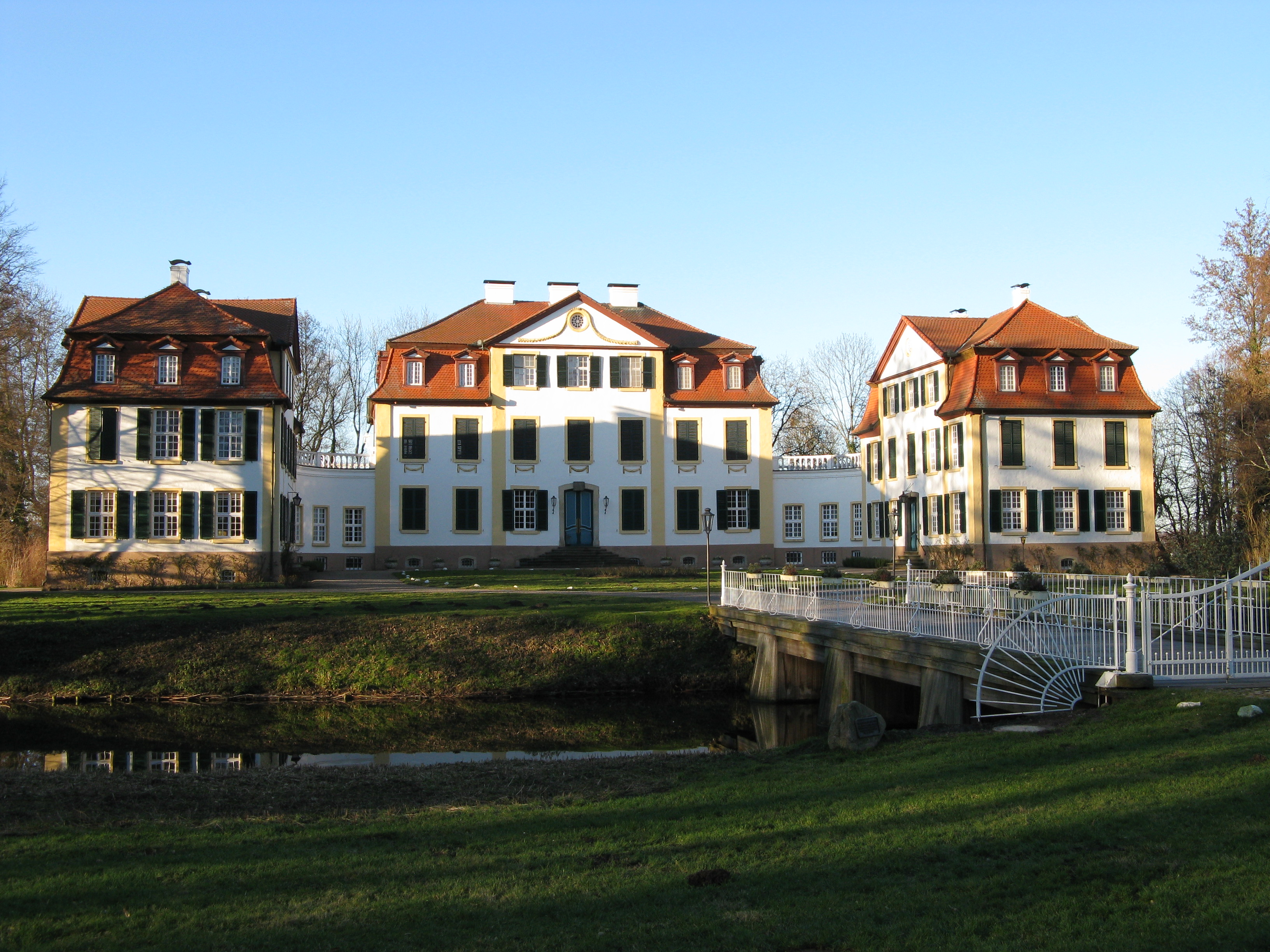
Schloss Hüffe

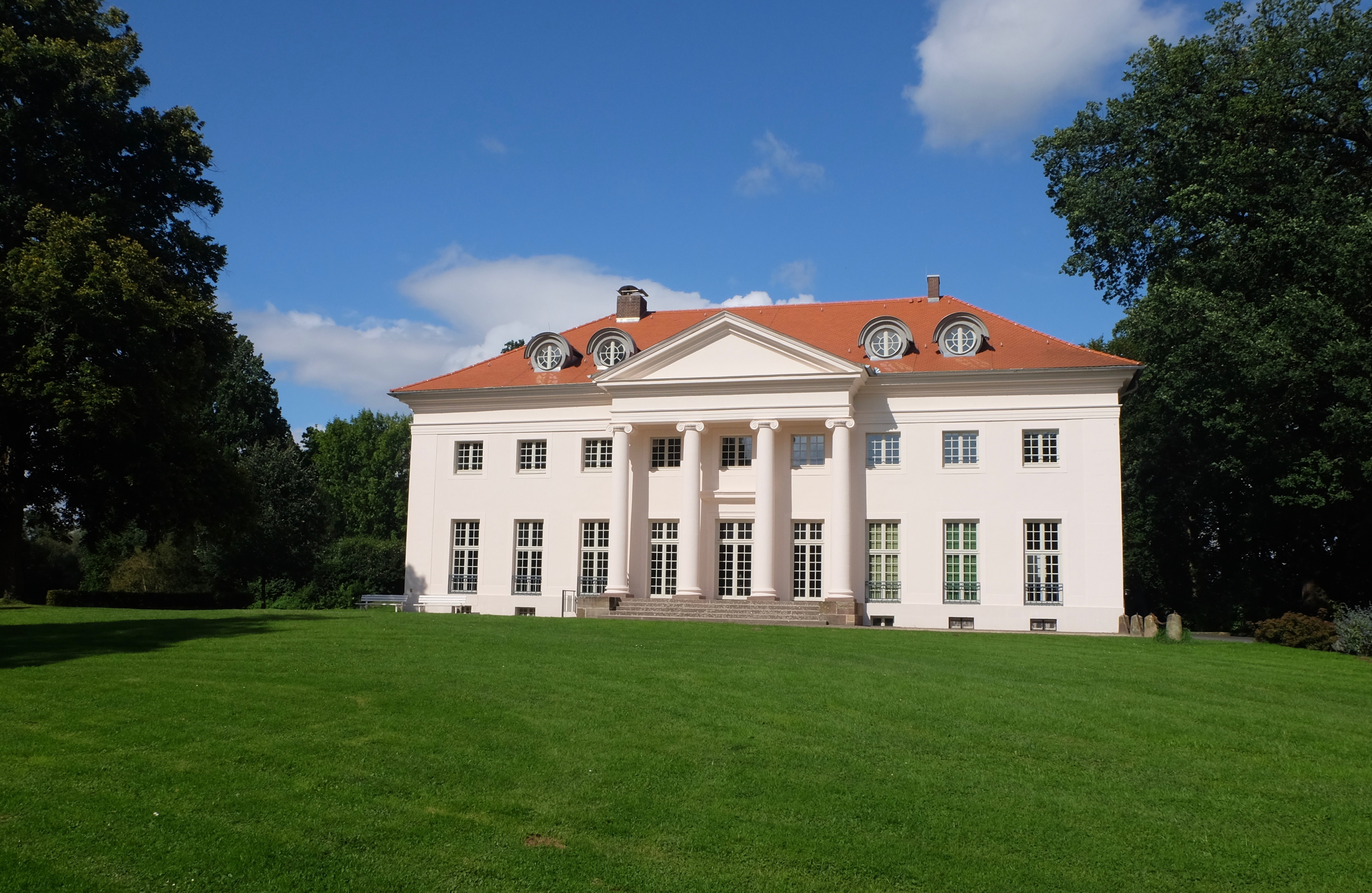
Schlösschen Schönburg (Montcherie), Hofgeismar, Kassel

Seine Bauaufgaben als Kasseler Hofbaumeister waren:
- Küchenpavillon, Karlsaue, 1765–66, 1770 vollendet
- Garde du Corps-Kaserne
- Auebrücke
- Opernhaus Kassel, 1766–69
- Königsplatz, 1767
- Palais von Jungken, 1767–69
- Weißensteiner Tor, ab 1768–70
- Fridericianum, 1769–76
- Friedrichsplatz (Kassel), 1769
- Palais Waitz von Eschen, 1770–73
- Komödienhaus
- Opernplatz (Kassel), 1770
- Elisabethkirche (Kassel), 1770–77
- (altes) Königstor (Kassel), ab 1775
- Friedrichstor / Auetor, 1779–82
- Brüder-Grimm-Platz (Wilhelmshöher Platz), 1781
- Wilhelmsbrücke, ab 1788
- Modellhaus, nach 1789
- Pfarrkirche Kirchditmold, 1790–92 (fast noch im Originalzustand zu erhalten)
- Palais Bellevue (Entwurf Paul du Ry), Umbau um 1790

Simon Louis du Ry zeichnet zudem für Entwurf und Ausführung mehrerer Landschlösser verantwortlich und war an der Realisierung weiterer Schlösser beteiligt:
- Schloss Wilhelmsthal, Calden, (1749) 1756–58
- Gut Windhausen, Niestetal Ortsteil Heiligenrode, 1769
- Jagdschloss Wabern, Erweiterung um 1770
- Schloss Hüffe, Preußisch Oldendorf Ortsteil Lashorst, 1775–84
- Schloss Fürstenberg, 1776–83
- Schloss Bergheim (Edertal), 1785–86
- Schloss Wilhelmshöhe, Kassel, ab 1786
- Schlösschen Schönburg, Hofgeismar, 1787–89
- Haus Kassel und Landgrafenhaus, Bad Nenndorf, 1790/91